# Para la Gente
Para la Gente (en georgiano: ხალხისთვის, romanizado: Jaljistvis) es un partido político en Georgia fundado por la abogada y profesora Anna Dolidze. La presentación del partido se realizó el 22 de mayo de 2021.

## Ideología
El partido busca acabar con la polarización política con el objetivo centrarse en las reformas políticas que dicen que necesita Georgia. Económicamente y socialmente, se considera un partido progresista de ideología centroizquierdista. Entre sus objetivos se encuentra reducir la pobreza en el país, la redistribución de la riqueza y justicia social, economía verde y justicia ambiental, el feminismo, la mejora del sistema de protección social y un desarrollo económico que ponga al país entre los más desarrollados. La mejora del sistema educativo de Georgia y el desarrollo de la atención médica de calidad para todos. Además acusa al gobierno del Sueño georgiano de corrupción y nepotismo por la ausencia de rendición de cuentas y transparencia, lleva al país a un autoritarismo blando. Para la Gente se muestra muy crítico con el estado de la justicia en Georgia, diciendo que el país se rige por un régimen de clanes, la justicia selectiva y el síndrome de la impunidad. Para la Gente se muestra favorable a la integración europea y en la OTAN, y también busca un rápido desarrollo basado en los valores culturales georgianos, además de buscar la desocupación de Osetia del Sur y Abjasia por medio de la diplomacia.
El 30 de junio de 2023, tras la expulsión del partido Sueño Georgiano como partido observador del Partido de los Socialistas Europeos, Para la Gente anunció en Twitter su intención de ingresar en este grupo político progresista y socialdemócrata.

## Historia
Tras las protestas en Georgia de 2023 contra la ley de agentes extranjeros, la presidenta del país Salomé Zurabishvili promovió la Carta de Georgia, un plan para la próxima legislatura en con el objetivo de satisfacer las demandas de los manifestantes y acercar al país a la Unión Europea. Para la Gente, junto con otros partidos de la oposición al gobierno de Sueño Georgiano, se adhirió al estatuto el 4 de junio de 2024.El 17 de julio de 2024, el partido firmó un acuerdo para acudir a las elecciones al parlamento de Georgia de 2024 en coalición con Lelo por Georgia y el movimiento Plaza de la Libertad.

## Resultados electorales

### Elecciones locales
El partido se presentó en pocos municipios, obteniendo su mejor resultado en Tiflis, donde su candidata Anna Dolidze obtuvo un 2,58% de los votos (12.337) y otro concejal en Kazbegui.
| Election | Votes  | %    | Seats  | +/–   |
| -------- | ------ | ---- | ------ | ----- |
| 2021     | 14 988 | 0,85 | 2/2068 | Nuevo |